# Wyszkowice
Wyszkowice (deutsch Weisdorf) ist ein Dorf in Niederschlesien. Der Ort liegt in der Landgemeinde Domaniów im Powiat Oławski in der polnischen Woiwodschaft Niederschlesien.

## Geographie

### Geographische Lage
Das Angerdorf Wyszkowice liegt drei Kilometer südöstlich vom Gemeindesitz Domaniów (Thomaskirch), ca. 14 südwestlich von der Kreisstadt Oława (Ohlau) und rund 39 Kilometer südlich der Woiwodschaftshauptstadt Breslau. Der Ort liegt in der Nizina Śląska (Schlesische Tiefebene) innerhalb der Równina Wrocławska (Breslauer Ebene). 

### Nachbarorte
Nachbarorte von Wyszkowice sind im Westen Kurzątkowice (Chursangwitz) und im Osten Goszczyna (Gusten).

## Geschichte
Der Ort wurde 1316 erstmals als Wyzdorf erwähnt. Weitere Erwähnungen erfolgten 1361 als Wyschdorf sowie 1371 als Wisdorff.
Nach dem Ersten Schlesischen Krieg 1742 fiel Weisdorf zusammen mit dem größten Teil Schlesiens an Preußen. 1783 zählte der Ort 8 Bauern-, 7 andere Stellen und 177 Einwohner.
Nach der Neugliederung Preußens gehörte die Landgemeinde Weisdorf ab 1815 zur Provinz Schlesien und war ab 1816 dem Landkreis Ohlau eingegliedert. 1874 wurde der Amtsbezirk Gusten gegründet, welcher die Landgemeinden Gusten, Runzen, Weißdorf und Wüstebriese umfasste. Erster Amtsvorsteher war der Gutsbesitzer Schöps in Weißdorf. 1885 zählte der Ort 198 Einwohner.
1933 zählte Weisdorf 241, 1939 wiederum 234 Einwohner. Bis 1945 befand sich der Ort im Landkreis Ohlau.
Als Folge des Zweiten Weltkriegs fiel Weisdorf wie fast ganz Schlesien 1945 an Polen, wurde in Wyszkowice umbenannt und der Woiwodschaft Breslau angegliedert. Die deutsche Bevölkerung wurde, soweit sie nicht vorher geflohen war, weitgehend vertrieben. Die neu angesiedelten Bewohner waren zum Teil Heimatvertriebene aus Ostpolen. 1999 kam der Ort zum Powiat Oławski in der Woiwodschaft Niederschlesien.

## Sehenswürdigkeiten
- Steinerne Wegekapelle mit Marienstatue
- Dorfteich